# Woolmer Green
Woolmer Green – wieś w Anglii, w hrabstwie Hertfordshire, w dystrykcie Welwyn Hatfield. Leży 10 km na północny zachód od miasta Hertford i 39 km na północ od centrum Londynu. Miejscowość liczy 1277 mieszkańców.